# Touch ID

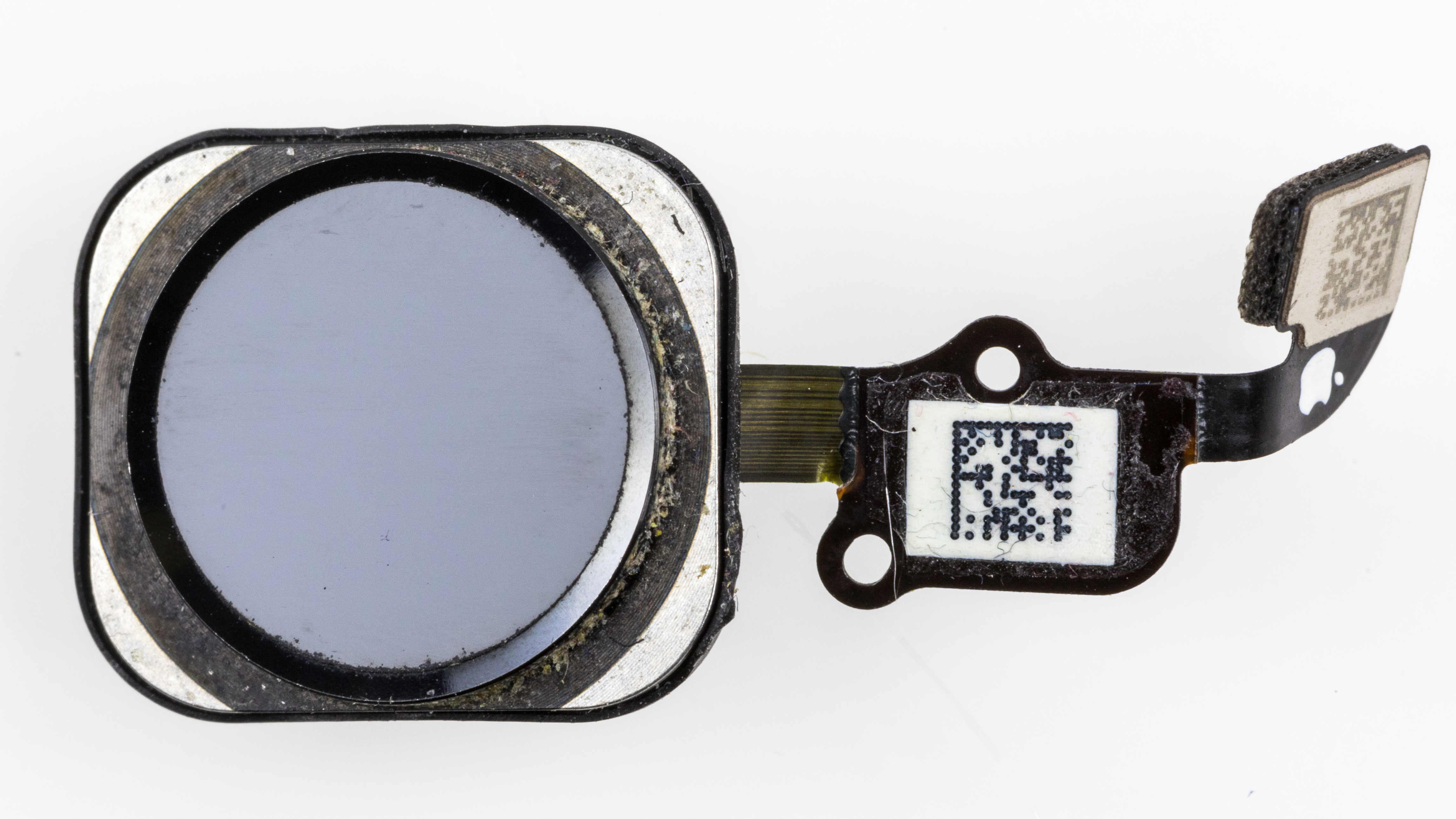
Touch ID de l'iPhone 6s.

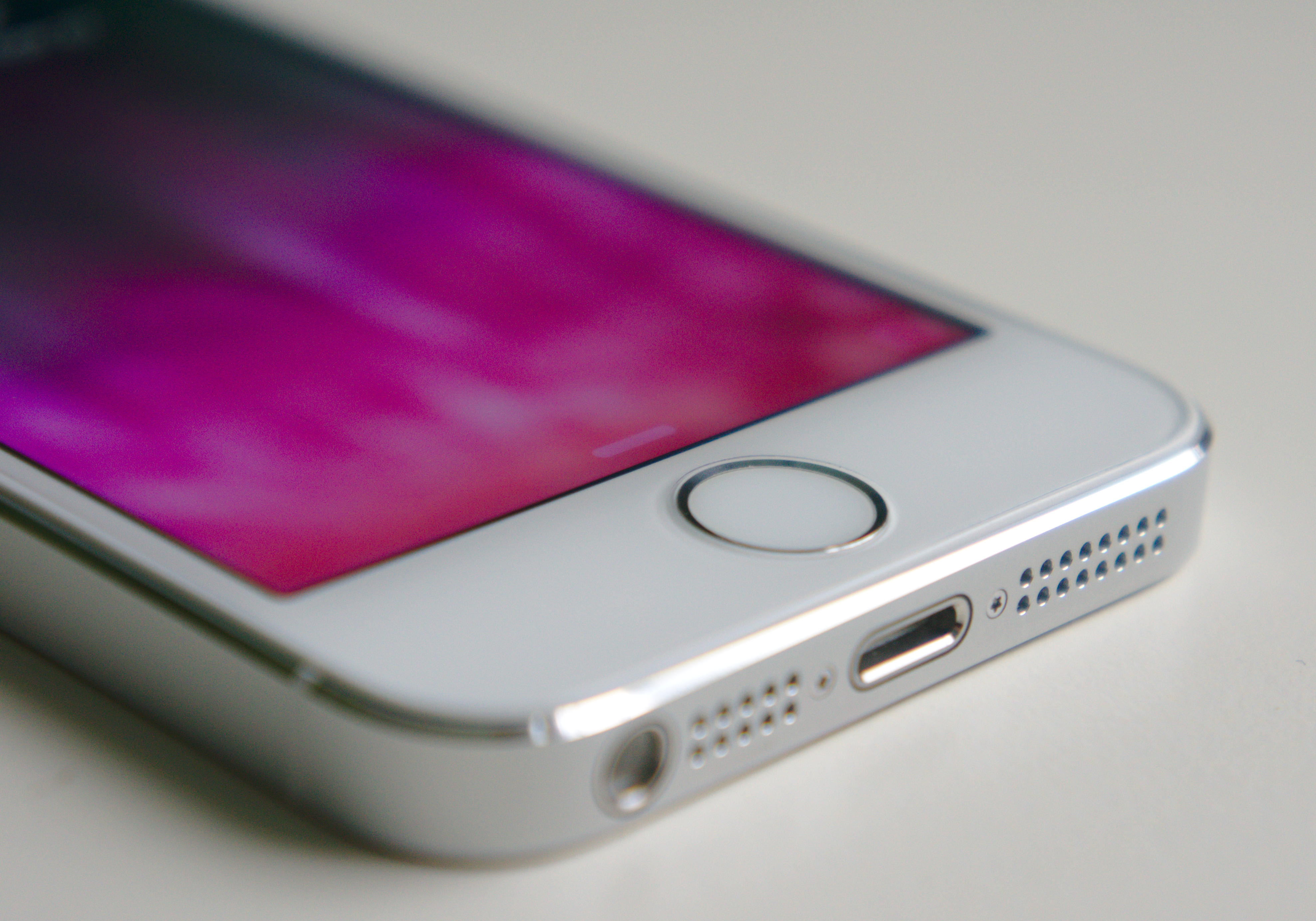
Touch ID de 1re génération dans un iPhone 5s.

Touch ID est un système de lecture d'empreinte digitale proposé par Apple, servant à déverrouiller les appareils iPhone, iPad, MacBook Pro et Air, à effectuer des achats dans l'App Store ou à payer ses achats en ligne ou dans des boutiques physiques ou sur Internet avec le système Apple Pay.
Le premier Touch ID est sorti avec l'iPhone 5s en 2013, puis une seconde génération plus rapide depuis l'iPhone 6s jusqu'à l'iPhone SE (2020) ainsi que pour le MacBook Pro, le MacBook Air de 2018 puis l'iMac de 2021 par le biais de son Magic Keyboard ; celui de l'iPhone 7, du 8, du SE (2020) et du SE (3e génération) n'est pas un bouton mécanique, mais une surface tactile.

## Composition
La première couche de Touch ID se compose de cristal de saphir taillé au laser autour duquel s'ajoute un anneau de détection en acier inoxydable, en dessous se trouve un capteur capacitif à toucher unique, puis encore en dessous, se trouve un commutateur tactile. Touch ID est capable de lire une empreinte sous tous les angles.

## Sécurité
Les fichiers des empreintes ne sont ni sauvegardés sur iCloud, ni partagés avec Apple ou des tiers.
En juin 2017, Chaos Computer Club, un groupe de hackers allemand, a démontré qu'avec une simple photo d'un doigt, on pouvait reproduire l'empreinte digitale de celui-ci et l'utiliser pour accéder à des informations confidentielles sur le téléphone d'une personne.

## Génération
| Génération | Modèle |
| ---------- | --- |
| 1          | - iPhone 5s - iPhone SE (1re génération) - iPhone 6 et 6 Plus - iPad Air 2 - iPad mini 3 - iPad mini 4 - iPad Pro 12,9" (1re génération) - iPad Pro 9,7" - iPad 5e génération - iPad 6e génération                         |
| 2          | - iPhone 6s et 6s Plus - iPhone 7 et 7 Plus - iPhone 8 et 8 Plus - iPhone SE (2020) - IPhone SE (3e génération) - iPad Pro 10,5" - iPad Pro 12,9" (2e génération) - MacBook Pro - MacBook Air - Magic Keyboard (iMac 2021) |